# Voie rapide H7 (Slovénie)
Pour les articles homonymes, voir H7.
La voie rapide H7 (slovène : Hitra cesta H7) est une voie rapide slovène de 3,5 km allant de l'A5 à la frontière hongroise.

## Histoire
La construction de la voie rapide a commencé en 2006. La voie rapide a été mise en service le 14 août 2008.

## Parcours
- Échangeur entre H7 et A5 ( 11) : Maribor, Budapest
- 1 : Dolga Vas, Dobrovnik
- Hongrie 86